# Kosta Barbarouses
Konstantinos „Kosta“ Barbarouses (řecky Κωνσταντίνος „Κώστας“ Μπαρμπαρούσης; * 19. února 1990) je novozélandský fotbalista, který hraje jako křídlo za Wellington Phoenix a novozélandskou reprezentaci.

## Reprezentační kariéra
Byl kapitánem týmu U17 na Mistrovství světa ve fotbale hráčů do 17 let 2007.

### Seniorská reprezentace
Za seniorskou reprezentaci debutoval dne 19. listopadu 2008 proti Fidži.
Dne 23. května 2012 vstřelil Barbarouses svůj první gól za reprezentaci, bylo to v přátelském utkání proti Salvadoru. V 64. minutě vyrovnal skóre zápasu.
Hrál za Nový Zéland na Letních olympijských hrách 2012.